# Nimisila Creek
Der Nimisila Creek ist ein Bach im US-Bundesstaat Ohio. Er entspringt im Stark County südlich des Akron-Canton Regional Airport. Zuerst fließt der Bach in nordwestliche, dann westliche Richtung und wendet sich schließlich nach Süden. Nordwestlich der Kleinstadt Canal Fulton mündet er in den Tuscarawas River.
Das Einzugsgebiet des rund 17,5 km langen Nimisila Creek hat eine Fläche von 81,6 Quadratkilometern in den Countys Stark und Summit. Auf seinem Weg durchfließt der Bach eine Reihe von kleinen Teichen bzw. Stauseen. Benannt sind am Oberlauf Willowdale Lake, Lake Noah sowie Comet Lake, kurz vor der Mündung befindet sich der Lake Lucern. Vom Lake Noah wird Wasser des Nimisila Creeks nach Norden in das Nimisila Reservoir geleitet, überlaufendes Wasser erreicht den Bach wieder unterhalb des Comet Lake. Weiter stromabwärts befindet sich ein Wehr mit welchem Wasser für den Ohio-Erie-Kanal abgezweigt wird. Der Nimisila Creek selbst fließt unmittelbar vor seiner Mündung unter diesem historischen Kanal durch.
Nicht zu verwechseln mit dem Nimisila Creek ist der von ihm etwas südöstlich gelegene und größere Nimishillen Creek.